# أرمنت (مركز)
مركز أرمنت، مركز إداري مصري. يقع في محافظة الأقصر الواقعة في جمهورية مصر العربية. القاعدة الإدارية للمركز هي مدينة أرمنت.